# 다이에틸아미노에틸 셀룰로스

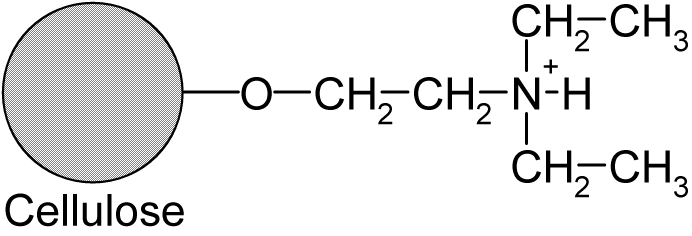
다이에틸아미노에틸 셀룰로스의 구조

다이에틸아미노에틸 셀룰로스 (Diethylaminoethyl cellulose, DEAE 또는 DEAE-C)는 이온교환수지(Ion Exchange chromatography)에 의해 단백질을 정제하는 과정에서
pI보다 높은 pH에서의 단백질의 순 전하(net charge)가 음일 경우 사용되는 sepharose이다.
단백질을 핵산과 분리 정제할 때 사용되는 크로마토그래피 기법에 이용된다.
수지(resin)는 주로 아가로스, 셀룰로스, 아크릴아마이드 같은 폴리머로 다양하게 교차 결합된 작은 구슬 형태로 이루어져 있다.
DEAE는 (+) 전하를 띄고 있어서 주로 음전하를 띈 단백질들과 결합한다. 그 이유는 DEAE 구조안에 있는 N+때문이다.
이러한 전기적 성질을 이용하여 양전하와 음전하를 띈 단백질을 DEAE에 통과시켜 음전하를 띈 단백질들을 붙잡게 한다.
그리고 결합된 단백질은 주로 염도를 증가시키거나 pH를 변화시켜 분리한다.
이를 음이온 교환수지(anion exchange chromatography)라 한다.
반대로 pI보다 낮은 pH에서는 순 전하가 positive(+)하므로, 음전하 집단이 붙어 있는 수지(resin), 예를 들어 CM(carboxymethyl, -CH2COO-)에 결합시켜 분리한다.
이를 양이온 교환수지(cation exchange chromatography)라 한다.
이들은 다양한 분자생물학적 연구에서 효과적으로 이용되는 기법이다.

## 참고
- https://web.archive.org/web/20100128033247/http://www.bio.mtu.edu/campbell/bl4820/lectures/lec6/482w61.htm
- https://web.archive.org/web/20070930190444/http://www.moleculeoftheday.com/images/deae.gif